# Marquis-Reaktion
Bei der Marquis-Reaktion handelt es sich um einen nass-chemischen Nachweis von „aktivierten Aromaten“, der mittels Marquis-Reagenz durchgeführt wird. Die Farbreaktion wurde erstmals 1896 von Eduard Marquis, einem in Russland lebenden Schüler von Rudolf Kobert, im Rahmen seiner Dissertation beschrieben.

## Marquis-Reagenz
Das Reagenz für die Substanzprobe besteht aus konzentrierter Schwefelsäure und Formaldehydlösung. Verbreitet ist ein Mischungsverhältnis von
- 1 Teil Formaldehydlösung (40%ig)

zu
- 20 Teilen konzentrierte Schwefelsäure (ca. 95–98%ig).

## Anwendung
Die Marquis-Reaktion ist ein klassischer Nachweis für Alkaloide, speziell für Morphin-Derivate, (z. B. Codein, Apomorphin), die unter diesen Bedingungen rote bis tief-violette Farben ergeben.
Da dieser Nachweis empfindlich ist und, durch das Entstehen von verschiedenen Farben, eine Unterscheidung von unterschiedlichen Substanzen ermöglicht, gehört er zum Standardrepertoire diverser Arzneibücher und Lehrbüchern der forensischen Chemie.
Insgesamt ist die Reaktion jedoch wenig spezifisch. Morphin ergibt beispielsweise mit dem Marquis-Reagenz eine Purpurfärbung, die nach violett umschlägt. Die Reaktion ist auch zum Nachweis anderer Arzneistoffe wie z. B. Papaverin und Tolazolin geeignet.
Darüber hinaus hat das Reagenz zum Nachweis von MDMA, Amphetamin, seltener 2C-B und Opiaten in der Drogenszene eine gewisse Bekanntheit im Rahmen des Drug-Checking erlangt (kommerziell in diesem Zusammenhang auch EZ-Test genannt). Tatsächlich kann mit diesem Test aber lediglich im Falle eines negativen Ergebnisses geschlussfolgert werden, dass die jeweilige Substanz sicher nicht enthalten ist. Eine positive Reaktion hingegen ist keine Gewähr dafür, dass nicht noch andere Inhaltsstoffe enthalten sind. Auch die Konzentration des jeweiligen Wirkstoffs, beispielsweise von MDMA in einer „Ecstasy“-Pille, kann mit diesem Test nicht ermittelt werden.

## Reaktionsablauf
Der genaue Reaktionsmechanismus der Marquis-Reaktion ist nicht für alle Substanzen, die einen positiven Nachweis (d. h. ein farbiges Produkt) ergeben, bekannt. Allgemein scheint es sich bei der Marquis-Reaktion formal um eine Addition von Formaldehyd an einen aktivierten Aromaten und anschließende oxidative Dimerisierung zu handeln, ähnlich der Chromotropsäure-Reaktion. Der durch die zugesetzte Säure am Sauerstoffatom protonierte Formaldehyd greift im Sinne einer elektrophilen aromatischen Substitution an, und nach der Bindungsbildung wird das Proton wieder freigesetzt. An diesen ersten Schritt schließt sich ein Oxidationsschritt sowie die Addition eines weiteren Aromatenmoleküls an. Das Zwischenprodukt spaltet unter dem Einfluss der Schwefelsäure eine Hydroxygruppe ab, was zur Bildung eines mesomerie-stabilisierten, farbigen Kations führt („Halochromie“). Relativ gut erforscht ist das Produkt für Morphin-Derivate, bei deren Nachweis zwei Moleküle des jeweiligen Alkaloids mit zwei Molekülen Formaldehyd reagieren.